# جيش محمد
جيش محمد هي جماعة عراقية مسلحة ذات دوافع سياسية ودينية. يتكون هذا الفصيل ذو الدوافع السياسية داخل حركة المقاومة الإسلامية (JM) بشكل أساسي من أعضاء بعثيين سابقين، معظمهم من المناطق السنية. كان العديد ممن تمتعوا بمكانة خاصة خلال حكم صدام حسين من تكريت، التي تقع بدورها ضمن منطقة عراقية ذات أغلبية سنية من العرب. كان الأشخاص الذين يكنّون تقديرًا كبيرًا لنائب الرئيس السابق، عزت إبراهيم الدوري، أعضاءً في قوات الأمن والمخابرات والشرطة من الحكومة السابقة.
كان يُعتقد في البداية أن جيش محمد يتألف من مقاتلين تسللوا إلى العراق من السعودية ودول عربية أخرى. لاحقًا، أفادت مجموعة مسح العراق أن أعضائه، على ما يبدو، يتألفون بشكل رئيسي من مواطنين عراقيين وضباط سابقين في النظام. وقد عزز ذلك قدرتهم على استخدام شبكة معلومات وبنية تحتية إمداد تعود إلى ما قبل الحرب. وكان جيش محمد مسؤولًا عن هجمات متطورة على قوات التحالف في أوائل عام 2004، بمساعدة ضباط سابقين في المخابرات والأمن.

## الهجمات
في 19 أغسطس/آب 2003، أعلن رجل ملثم، زعم أنه يتحدث باسم كتائب الجهاد الإسلامي التابعة لجيش محمد، لواء عبد الله بن إياد، مسؤوليته عن تفجير مجمع الأمم المتحدة في بغداد، وذلك عبر تسجيل صوتي بثته قناة LBC الفضائية اللبنانية. وأعلنت جماعة تُطلق على نفسها اسم "الطلائع المسلحة لجيش محمد الثاني" مسؤوليتها عن تفجير مقر الأمم المتحدة في بغداد. وجاء هذا الإعلان في بيان مكتوب باللغة العربية، عُرض على قناة العربية في 21 أغسطس/آب 2003.
في 31 يناير/كانون الثاني 2004، وزّع رجال ملثمون بيانًا في الفلوجة يُحددون فيه خطتهم للسيطرة على المدن العراقية بعد انسحاب قوات الاحتلال الأمريكي. وقّعت على البيان 12 منظمة وجماعة، منها: المقاومة الوطنية الإسلامية العراقية، والحركة السلفية للدعوة والجهاد، وتنظيم القارعة، وجيش أنصار السنة، وجيش محمد.
في نوفمبر 2004، خلال عملية "فانتوم فيوري"، شنت الولايات المتحدة هجومًا واسع النطاق على الفلوجة وألقت القبض على مؤيد أحمد ياسين، زعيم جيش محمد. اعترف ياسين أثناء احتجازه لدى جنود التحالف بطلبه المساعدة من الحكومة الإيرانية وإقامة اتصالات مع ضباط مخابرات إيرانيين. كان ياسين عقيدًا سابقًا في جيش صدام حسين. وأضاف ياسين أن المسؤولين الإيرانيين قدموا المال والأسلحة "وحتى السيارات المفخخة على حد علمي" للجماعة. وقال إن من بين المسؤولين الذين التقوا بهم في إيران كان المرشد الأعلى علي خامنئي. وذكر أيضًا أنه حصل على إذن من صدام حسين، قبل أسره، لطلب المال والأسلحة من الحكومة السورية، ولم يذكر ما إذا كان هذا الطلب قد قُبل أم لا. ومع ذلك، أفادت ستراتفور أنه لم يُقدم أي دليل حتى الآن على أن حسين أشرف على صنع القرار الاستراتيجي لأي قوة حرب عصابات أو قدم أموالًا لها. علاوة على ذلك، نفى جيش محمد في تصريح لشبكة البصرة أن يكون ياسين قائداً عاماً في المجموعة، كما زعمت وسائل الإعلام.
نُشرت مقابلة مجهولة المصدر مع أحد أعضاء جيش محمد من بعقوبة، أُجريت لمعهد صحافة الحرب والسلام، في 14 مايو/أيار 2004. صرّح المتمرد بأن غالبية مقاتلي جيش محمد هم من عمال المزارع الذين انضموا إلى الحركة السلفية السنية لطرد قوات التحالف من العراق. وأضاف أن عدد المقاتلين الأجانب في الجماعة قليل، وأنهم "عاشوا معنا قبل الحرب ولم يأتوا من الخارج بعدها". ونفى أن تكون الجماعة، التي وصفها بأنها ليست وهابية، مرتبطة بتنظيم القاعدة. كما زعم أن الجماعة لم تتلقَّ أي تمويل من الخارج، بل تُموّل من "أشخاص شرفاء وصالحين في هذا البلد". وقال إن جيش محمد عارض مجلس الحكم العراقي لأنه غير منتخب، ولأن العديد من أعضائه منفيون. وأضاف: "إنهم لا يفهمون معاناة العراقيين وتقاليدهم العربية. لقد شوّهتهم الحياة الغربية التي يعيشونها". كما زعم أن جماعته تابعة لحزب سياسي إسلامي، لكنه رفض تحديد هوية الحزب، مؤكدًا أنه ليس الحزب الإسلامي العراقي. وبينما نفى استهداف الجماعة لضباط الشرطة العراقية، أجاز اختطاف الأجانب، قائلاً إن "الاختطاف فريضة". وأضاف: "لا وجود للأمم المتحدة الحقيقية. إنها منظمة خاضعة بالكامل للولايات المتحدة، وقراراتها تخدم دائمًا المصالح الأمريكية".

## تعبير
يُشاع أن جيش محمد هو الجناح العسكري لحزب البعث العربي الاشتراكي. ويُقال إن الجماعة تأسست في عام 2003 على يد مجموعة من المتمردين في ديالى خلال اجتماع بين ممثلين من مدن الرمادي والفلوجة وسامراء وبعقوبة.
الألوية المعروفة لجيش محمد:
1. لواء الحسين
2. لواء العباس
3. لواء الجهاد الإسلامي
4. لواء عبد الله بن جحش بن ركاب الأسدي
5. لواء الوليد بن المغيرة
6. لواء عمر الفاروق
7. المهدي المنتظر

## روابط خارجية
- الأمن العالمي - جيش محمد